# Radik Bashirov (schip, 1991)
De Radik Bashirov is een voormalig vrachtschip onder de naam Alblasgracht van bevrachtingskantoor Spliethoff. De thuishaven van dit schip was Amsterdam. Op dit schip staan 3 kranen die elk 40 ton kunnen hijsen. Het schip is in 1991 in gebruik genomen.